# Axel Buchardt Jensen
Axel Buchardt Jensen (født 12. februar 1932 i Trondheim, død 13. februar 2003 i Kristiansand) var en norsk forfatter. Fra 1957 til 2002 udgav han en række romaner og andre bøger.
Jensen er oversat til tysk, engelsk, nederlandsk, fransk, italiensk, dansk og finsk. I et par tilfælde skrev han manuskripter på engelsk, som så blev oversat og udgivet på norsk.

## Biografi

### Baggrund og opvækst
Jensen var født i Trondheim, Norge. Hans far, Finn Reidar Jensen (1901-60) var slagter, og drev en kendt pølsemagerforretning i Oslo. Axel var lodet for at være pølsemager og overtage familiens gård, men han valgte at blive kunstner. Denne gang danner grundlag for handling i de delvist selvbiografiske romaner Junior (1978) og Senior (1979).

### Karriere
Han debuterede på eget forlag i Oslo i 1955 med bogen Dyretemmerens kors. Senere brændte han det resterende oplag. Romanen Ikaros (1957) er til en vis grad karakteriseret af beat-bevægelsen, og handler om en mands rejse til Algier, gennem Sahara 200 mil på lastbil til Tamanrasset og hans liv som eneboer i flere måneder ude i ørkenen. Ikaros er Jensens gennembrudsroman. Jensen skrev også Line (1959), som blev filmatiseret i 1961 med Margrete Robsahm og Toralv Maurstad i hovedrollerne.

### De sidste leveår
I de sidste ti år af livet var Axel Jensen fysisk stærkt hæmmet af sygdommen amyotrofisk lateralsklerose (ALS). Han blev gradvis lammet, mistede til sidst alle motoriske evner, og den sidste tid lå han i respirator i sit hjem uden at kunne skrive eller snakke. 

### Romaner
- 1955: Dyretemmerens kors (eget forlag, supprimeret af forfatteren)
- 1957: Ikaros – ung mann i Sahara (ny udgave illustreret af Frans Widerberg på JM Stenersens Forlag 1999)
- 1959: Line (filmatiseret 1961)
- 1961: Joacim
- 1965: Epp (ny udgave 2002 og 2008)
- 1974: Mor India
- 1978: Junior, eller Drømmen om pølsefabrikken som bibliotek
- 1979: Senior
- 1992: Lul
- 1995: Og resten står skrivd i stjernerne, illustreret af Pushwagner
- 1998: Jumbo
- 2008: Epp, illustreret af Pushwagner

### Andet
- 1974: Onalila 2013; en lille østvestpoesi
- 1978: Blodband, selvbiografi, udgivet på svensk (oversat af Jan Værner-Carlsson til norsk)
- 1979: Tago, science fiction-collage, tegninger af Per Ekholm
- 1993: Trollmannen i Ålefjær (Axel Jensen om Axel Jensen) af Jan Christian Mollestad
- 1994: Det kollektive eventyr, en bog om Norge, Europa og EU, redaktør (Aschehoug)
- 1994: Gud læser ikke romaner (En vandring i Salman Rushdies verden), essay, oversat til fransk af Knut Sverre
- 1995: Doktor Fantastisk, tegneserie, tegnet af Tore Bernitz Pedersen
- 1997: Den øredøvende stillheten, artikler
- 1998: Patienten i sentrum (Rapport fra Nimbus) og Pasienten i periferien, artikler
- 1998: En mann for sin hatt: Alfred Jarry (1873–1907), illustreret af Per og Gisela Ekholm (Forlaget Geelmuyden.Kiese)
- 2002: Livet sett fra Nimbus, selvbiografi i samarbejde med Petter Mejlænder (Spartacus Forlag)
- 2002: Guru 2013; glimt fra Gurdjieffs verden, i samarbejde med Eric Delanouë

## Priser og udmærkelser
- 1965: Abraham Woursells internationale litteraturpris for Epp
- 1992: Cappelenprisen for Lul
- 1994: Norsk PENs Ossietzkyprisen for Gud læser ikke romaner
- 1996: Fritt Ords honnørpris
- 1996: Nat&Dags «årets bedste bog»-pris for Og resten står skrivd i stjernerne

## Festivaler
- Axel Jensen ledte Oslo Internationale Poesifestival.

## Eksterne links
- NRK: (norsk)
  - Lydfiler med Axel Jensen (norsk)
- Axel Jensen Arkiveret 13. august 2006 hos  Wayback Machine i Cappelen Forlag (norsk)
- Axel Jensen i NRK Forfatter (norsk)
- Axel Jensen i Dagbladet Forfatter (norsk)
- Digitaliserede bøger af Jensen hos Nasjonalbiblioteket. (norsk)
- om Jensen hos Nasjonalbiblioteket. (norsk)